# Chinn & Chapman
Nicky Chinn (16 mei 1945, Engeland) en Michael Chapman (13 april 1947, Australië), samen bekend als Chinn & Chapman, onder het label ChinniChap productions, waren een Engels songschrijversduo dat in de jaren zeventig bijzonder populair werd door hits te schrijven en te produceren voor teenybopperbands en -artiesten als New World, The Sweet, Suzi Quatro, Hot Chocolate, Mud, The Arrows, Smokie, The Knack, Blondie en Racey. Later werd hun werk meer countryachtig, getuige de hits Kiss you all over (1978) en You thrill me (1979) van Exile. Ook Mickey van Toni Basil (1982) en Better be good to me van Tina Turner (1984) en Heart and soul van Huey Lewis and the News kwamen uit hun pen.
De meeste Chinnychap-songs verschenen op het RAK-platenlabel van Mickie Most.
Ook onafhankelijk van elkaar schreven Nicky Chinn en Mike Chapman hits.